# جام حذفی فوتبال جمهوری آذربایجان
 لیگ برتر فوتبال جمهوری آذربایجان  (به ترکی آذربایجانی: Azərbaycan Milli Futbol Kuboku) مسابقاتی است که به صورت حذفی در کشور جمهوری آذربایجان از سال ۱۹۹۲ تاکنون برگزار می‌شود. این جام از ۲۰ تیم که از سراسر کشور آذربایجان در آن شرکت می‌کنند برگزار می‌شود.
تیم قره‌باغ با ۷ قهرمانی پرافتخارترین تیم این سری مسابقات به حساب می‌آید.

## پرافتخارترین باشگاه‌ها
- نفتچی باکو: ۶ قهرمانی
- کاپاز: ۴ قهرمانی
- قره‌باغ:۷ قهرمانی
- خزر لنکران: ۳ قهرمانی
- اف‌سی باکو: ۳ قهرمانی
- باشگاه فوتبال قبله: ۲ قهرمانی
- اینشاتچی باکو: ۱ قهرمانی
- شافا: ۱ قهرمانی